# Metanotiolo ossidasi
La metanotiolo ossidasi è un enzima appartenente alla classe delle ossidoreduttasi, che catalizza la seguente reazione:
metanotiolo + O2 + H2O ⇄ formaldeide + acido solfidrico + H2O2